# La Foire aux chimères
Pour plus de détails, voir Fiche technique et Distribution.
La Foire aux chimères est un film français réalisé par Pierre Chenal et sorti en 1946.

## Synopsis
Génial graveur de billets de banque inimitables, Frank Davis, homme intègre jusqu'à ses cinquante ans, qu'il a vécus esseulé et objet de la risée de ses collègues parce qu'il est à moitié défiguré par une blessure de guerre, se met à emprunter et à jouer pour combler Jeanne, jeune femme aveugle qui travaille dans un cirque, lorsque celle-ci, séduite par sa gentillesse et ses attentions, devient sa femme. Furet, un sinistre individu, tenancier du casino fréquenté par Davis, lui avance des sommes importantes pour le tenir, le pousse à fabriquer des faux billets puis le fait chanter. Grâce à une opération, Jeanne retrouve la vue, découvre le visage défiguré de son mari et finalement s'enfuit avec Robert, celui-là même avec qui elle travaillait dans le cirque avant de rencontrer Davis. Désespéré, ce dernier tue Furet avant de se jeter dans le vide en sautant d'un balcon.

## Fiche technique
- Titre : La Foire aux chimères
- Autre titre : Illusions
- Réalisation : Pierre Chenal
- Scénario original : Jacques Companeez,Ernst Neubach
- Dialogue : Louis Ducreux
- Images : Pierre Montazel, qui remplaça Henri Alekan quelques jours après le début du tournage
- Opérateur : Henri Tiquet, assisté de Fourcade et Letouzey
- Musique : Paul Misraki
- Décors : Jean d'Eaubonne, assisté de Gut et Frédérix
- Montage : Monique Kirsanoff, assisté de Paulette Robert
- Assistant réalisateur : Jean Sacha et Maurice Bonze
- Costumes : Jacques Manuel
- Son : Jean R. Bertrand
- Système sonore : Western Electric
- Photographe de Plateau : Léo Mirkine
- Script-girl : Michèle Rosemberg
- Régisseur général : Tonio Sune et Camiel
- Maquillage : Mejinski et Gaïdaroff
- Coiffure : Antoine Archambault
- Ensemblier : Turbeaux
- Accessoiriste de plateau : Terrasse
- Tirage dans les laboratoires Eclair, studios de Billancourt
- Distribution : National-Films-Distribution
- Production : Cinéma-Production
- Production : Ralph Baum
- Format :  son mono - noir et blanc - 35 mm  - 1,37:1
- Genre : Film dramatique
- Durée : 102 min
- Dates de tournage : du 5 février au 20 avril 1946 Studios de Billancourt
- Présenté hors compétition au 1er festival de Cannes (20 septembre au 5 octobre 1946)
- Date de sortie : France : 30 octobre 1946
- Visa d'exploitation : 1.957
- Affiches : Boris Grinsson, Bernard Lancy (France)

## Distribution
- Erich von Stroheim : Frank Davis, chef graveur, qui épouse Jeanne
- Madeleine Sologne : Jeanne "Angela", la jeune aveugle, partenaire de Robert
- Louis Salou : Furet, directeur d'un cercle de jeu et maître chanteur
- Jean-Jacques Delbo : Lenoir, un collaborateur de Franck
- Margo Lion : Marie-Louise, la gouvernante de Franck
- Yves Vincent : Robert "Satanas", le lanceur de couteaux partenaire d'Angela
- Dora Doll : la secrétaire de Lenoir
- Annette Poivre : la remplaçante pour "la cible vivante" au cirque
- Claudine Dupuis : Clara l'écuyère maîtresse de Robert
- Georges Vitray : le directeur de l'usine de gravures
- Howard Vernon
- Line Renaud : la chanteuse qui interprète "Tant que tu m'aimeras" de André Hornez et Paul Misraki aux éditions Impéria
- Pierre Labry : un inspecteur de la sureté
- Denise Benoît
- Marcel Mérovée : Doudou, un jeune employé du cirque
- Jean-Paul Moulinot
- Paul Delauzac
- Georges Cusin : le commissaire de la sûreté
- Eugène Frouhins
- Gustave Gallet
- Bill-Bocketts
- Maurice Devienne
- Yves Deniaud : l'intermédiaire pour l'avance de l'argent
- Jean Gabert
- Eugène Stuber : le patron du restaurant qui vérifie le billet de banque

## Accueil
Henri Magnan juge ainsi le film dans Le Monde :
En bref, film commercial qui n'ennuie jamais, bien venu parfois; film à voir au cinéma d'à côté un jour de pluie, film sans importance. »

## À noter
- Une des toutes premières apparitions (le temps d'une seule chanson) de Line Renaud et de Dora Doll (en secrétaire).